# Борщов, Михаил Андреевич
Михаил Андреевич Борщов (? — 1850) — русский военный и государственный деятель XIX в., полковник.

## Биография
Отец его — ярославский дворянин Андрей Филиппович Борщов, в 1758 году переведённый по службе из Ярославля в Белгород. Известен как противник святителя Иосафа; и попечитель строительства в 1783 году каменного (кирпичного) храма Рождествa Богородицы в с. Старое Городище Белгородского уезда.
Военную карьеру Михаил Борщов начал в 1776 году сержантом Преображенского полка. С 1785 года в офицерской должности капитана допущен к статским делам. В 1794 году определён в провиантский штат обер-провиантмейстером, а из него перемещён в первый Чугуевский регулярный полк с повышением в звание премьер-майора.
В 1796 году в составе Каспийского экспедиционного корпуса под командованием генерала В. А. Зубова участвовал в знаменитом Персидском походе.
В 1798 году произведён в подполковники; с 09.07.1799 г. — полковник, назначен полковым командиром 11-го Чугуевского уланского полка, в должности с 16.02.1799 по 05.03.1800 гг., и c 02.10.1800 по 16.09.1801 гг. Затем, c 20 июля 1802 — командиром Мариупольского 4-го гусарского полка. С 18 декабря 1803 — по прошению (из-за болезни) уволен со службы, с правом ношения мундира.
В период с 1807 по 1823 годы шесть раз избирался Предводителем Белгородского уездного дворянства.
В 1823 году получил звание Почётного смотрителя Белгородского уездного училища. К этому времени он был награждён орденом Святого Владимира IV степени, имел троих сыновей и шестерых дочерей. Звание Почётного смотрителя уездных училищ было установлено Указом от 26 августа 1811 года «для доставления тем более пользы училищам при соединённом надзоре за ними почётнейших из дворян, которые и по увольнении своем из службы могут ещё употребить себя на способствование просвещению народному».
Умер, согласно указанному выше источнику, в 1850 г., похоронен, предположительно, в Белгороде.

## Награды
- орден Св. Владимира IV степени (14.03.1819)[4].
- орден Св. Анны II степени (03.04.1825, с алмазами 20.10.1825).

## Семья
- Старший сын — Андриан Михайлович Борщов (род. 1800), генерал-лейтенант, кавалер ордена Святого Георгия IV степени (1840).
- Внук — Воин Андрианович — поручика в отставке, кавалер орденов Св. Анны 2-й степени и Св. Владимира III и IV степеней.
- Правнук — Андриан Воинович Борщов (1888—1952) — штабс-капитан, кавалер ордена Святого Георгия IV степени (1917).